# Alchemist (álbum)
Alchemist es el séptimo álbum lanzado por el productor de complextro Aleksander Vinter, y el quinto bajo el alias de Savant. El mismo fue lanzado el 12 de diciembre de 2012 por la discográfica Section Z. Es el álbum con mayor duración que ha hecho Vinter hasta la fecha.

## Lista de canciones
| N.º     | Título                                | Duración |  |
| 1.      | «Mother Earth»                        | 5:14     |  |
| 2.      | «Sky is the Limit» (con Donny Goines) | 5:20     |  |
| 3.      | «Sledgehammer»                        | 3:53     |  |
| 4.      | «Alchemist» (con Gino Sydal)          | 4:36     |  |
| 5.      | «Dancer in the Dark»                  | 5:10     |  |
| 6.      | «Hungry Eyes» (con Qwentalis)         | 4:19     |  |
| 7.      | «Sustainer»                           | 9:00     |  |
| 8.      | «Witchcraft»                          | 3:23     |  |
| 9.      | «Redemption»                          | 5:02     |  |
| 10.     | «Konami Kode» (con Donny Goines)      | 3:45     |  |
| 11.     | «Melody Circus»                       | 3:26     |  |
| 12.     | «Fat cat Shuffle»                     | 3:59     |  |
| 13.     | «Bananonymous»                        | 6:11     |  |
| 14.     | «The Horror»                          | 4:42     |  |
| 15.     | «Manslaughter» (con Svanur Paparazzi) | 5:26     |  |
| 16.     | «Paradisco»                           | 3:59     |  |
| 17.     | «Black Magic»                         | 3:45     |  |
| 18.     | «Face Off»                            | 3:29     |  |
| 19.     | «Pirate Bay» (con Twistex)            | 3:36     |  |
| 20.     | «No Time for Pussy»                   | 4:36     |  |
| 21.     | «The Beginning is Near»               | 4:16     |  |
| 22.     | «Sayonara»                            | 4:40     |  |
| 1:42:03 |                                       |          |  |